# Harry Angelman
Harry Angelman, né le 13 août 1915 à Birkenhead dans le Cheshire, et mort le 8 août 1996 à Portsmouth, est un pédiatre britannique qui a identifié un syndrome qui porte désormais son nom.

## Biographie
Angelman est né à Birkenhead en 1915. Il est le cinquième des six enfants du couple Samuel et Elizabeth Angelman. Il a obtenu ses diplômes à Liverpool en 1938. Angelman était un passionné de l'Italie et de la langue italienne.
Il observe trois enfants non apparentés qui présentaient des symptômes similaires de déficience intellectuelle grave, d'absence d'élocution, de troubles moteurs et d'attitudes heureuses. Il a hésité à publier ses découvertes, mais il a décrit avoir vu une peinture dont le nom semblait caractériser les symptômes qu'il avait observés. La peinture montrait un garçon riant avec une marionnette et était de l'artiste de la Renaissance Giovanni Francesco Caroto,. Il publie alors en 1965 ces troubles du développement neurologique en les nommant "enfants marionnettes" en s'inspirant de la peinture,.
Son article n'a pas été immédiatement reconnu comme important, mais des découvertes ultérieures d'enfants similaires ont conduit à l'idée de renommer la maladie syndrome d'Angelman,. Un groupe de soutien américain du syndrome d'Angelman a été créé à Waterlooville, Hampshire, en 1986.
Angelman a voyagé pour parler de sa découverte et son travail a été mentionné comme important par le président américain Bill Clinton. Angelman est décédé d'un cancer du côlon.